# ميل رينولدز
ميل رينولدز (بالإنجليزية: Mel Reynolds)‏ هو أستاذ مساعد وسياسي أمريكي، ولد في 8 يناير 1952 في موند بايو في الولايات المتحدة. حزبياً، نشط في الحزب الديمقراطي.

## مناصب
- في انتخابات مجلس النواب الأمريكي 1992 [الإنجليزية]‏، انتخب عضو مجلس النواب الأمريكي عن دائرة Illinois's 2nd congressional district [الإنجليزية]‏ وقد انضم خلال فترته النيابية [الإنجليزية]‏ (5 يناير 1993 – 3 يناير 1995)  للكتلة البرلمانية الحزب الديمقراطي.
- في انتخابات مجلس النواب الأمريكي 1994 [الإنجليزية]‏، انتخب عضو مجلس النواب الأمريكي عن دائرة Illinois's 2nd congressional district [الإنجليزية]‏ وقد انضم خلال فترته النيابية [الإنجليزية]‏ (4 يناير 1995 – 1 أكتوبر 1995)  للكتلة البرلمانية الحزب الديمقراطي.
- انتخب مدير.
- انتخب مؤسس [الإنجليزية]‏.
- انتخب عضو مجلس النواب الأمريكي (3 يناير 1993 – 1 أكتوبر 1995).